# Platitude locale
En mathématiques, et plus particulièrement en topologie,  la platitude locale est une propriété que peut posséder une sous-variété d'une variété topologique de plus grande dimension. De manière informelle, elle revient à dire qu'au voisinage de tout point, l'inclusion de la sous-variété (disons  de dimension {\displaystyle d}) dans la variété (de dimension {\displaystyle n}) ressemble à l'inclusion classique de l'espace euclidien de dimension {\displaystyle d}, {\displaystyle \mathbb {R} ^{d}}, dans celui de dimension {\displaystyle n}, d'où l'idée de « platitude ». Dans la catégorie des variétés topologiques, les sous-variétés localement plates jouent un rôle similaire aux sous-variétés plongées de la catégorie des variétés lisses. L'absence de platitude locale  intervient dans la description des lignes de crêtes et des surfaces froissées en génie mécanique.

## Définition formelle
On considère une sous-variété N de dimension {\displaystyle d} plongée dans une variété M de dimension {\displaystyle d} (avec {\displaystyle d} plus petit que {\displaystyle n}) et un point {\displaystyle x} de N.
On suppose d'abord que {\displaystyle x} n'est pas un point de la frontière de M (si cette variété a une frontière).
On dit alors que  N est localement plate au point {\displaystyle x} s'il existe un voisinage {\displaystyle U\subset M} de {\displaystyle x} dans M tel que la paire d'espaces {\displaystyle (U,U\cap N)} (où {\displaystyle U\cap N} est la restriction de {\displaystyle U} à N) soit homéomorphe à la paire {\displaystyle (\mathbb {R} ^{n},\mathbb {R} ^{d})}, avec l'inclusion classique de {\displaystyle \mathbb {R} ^{d}} en tant que sous-espace de {\displaystyle \mathbb {R} ^{n}}. Autrement dit,  il existe un homéomorphisme de {\displaystyle U} dans {\displaystyle \mathbb {R} ^{n}} tel que l'image de {\displaystyle U\cap N} coïncide avec {\displaystyle \mathbb {R} ^{d}}.
Si {\displaystyle x} est un point de la frontière de M, alors il faut modifier légèrement la définition. On dit dans ce cas que N est localement plate au point {\displaystyle x} s'il existe un voisinage {\displaystyle U\subset M} de {\displaystyle x} tel que la paire d'espaces {\displaystyle (U,U\cap N)} est homéomorphe à la paire {\displaystyle (\mathbb {R} _{+}^{n},\mathbb {R} ^{d})}, où {\displaystyle \mathbb {R} _{+}^{n}} est un demi-espace classique et {\displaystyle \mathbb {R} ^{d}} y est inclus en tant que sous-espace standard de sa frontière. On peut prendre par exemple {\displaystyle \mathbb {R} _{+}^{n}=\{y\in \mathbb {R} ^{n}\colon y_{n}\geq 0\}}, c'est-à-dire le demi-espace constitué des points dont la dernière coordonnée est positive, et {\displaystyle \mathbb {R} ^{d}=\{y\in \mathbb {R} ^{n}\colon y_{d+1}=\cdots =y_{n}=0\}} le sous-espace de dimension {\displaystyle d}, tel que les {\displaystyle n-d} dernières coordonnées sont nulles.
On dit alors que la sous-variété N est localement plate dans la variété M si N est localement plate en tout point. De la même manière, une application {\displaystyle \chi \colon N\to M} est dite localement plate, même si elle n'est pas un plongement, si pour tout point {\displaystyle x} de N,  il existe un voisinage U tel que son image {\displaystyle \chi (U)} est une sous-variété localement plate dans M.

## Propriétés et applications

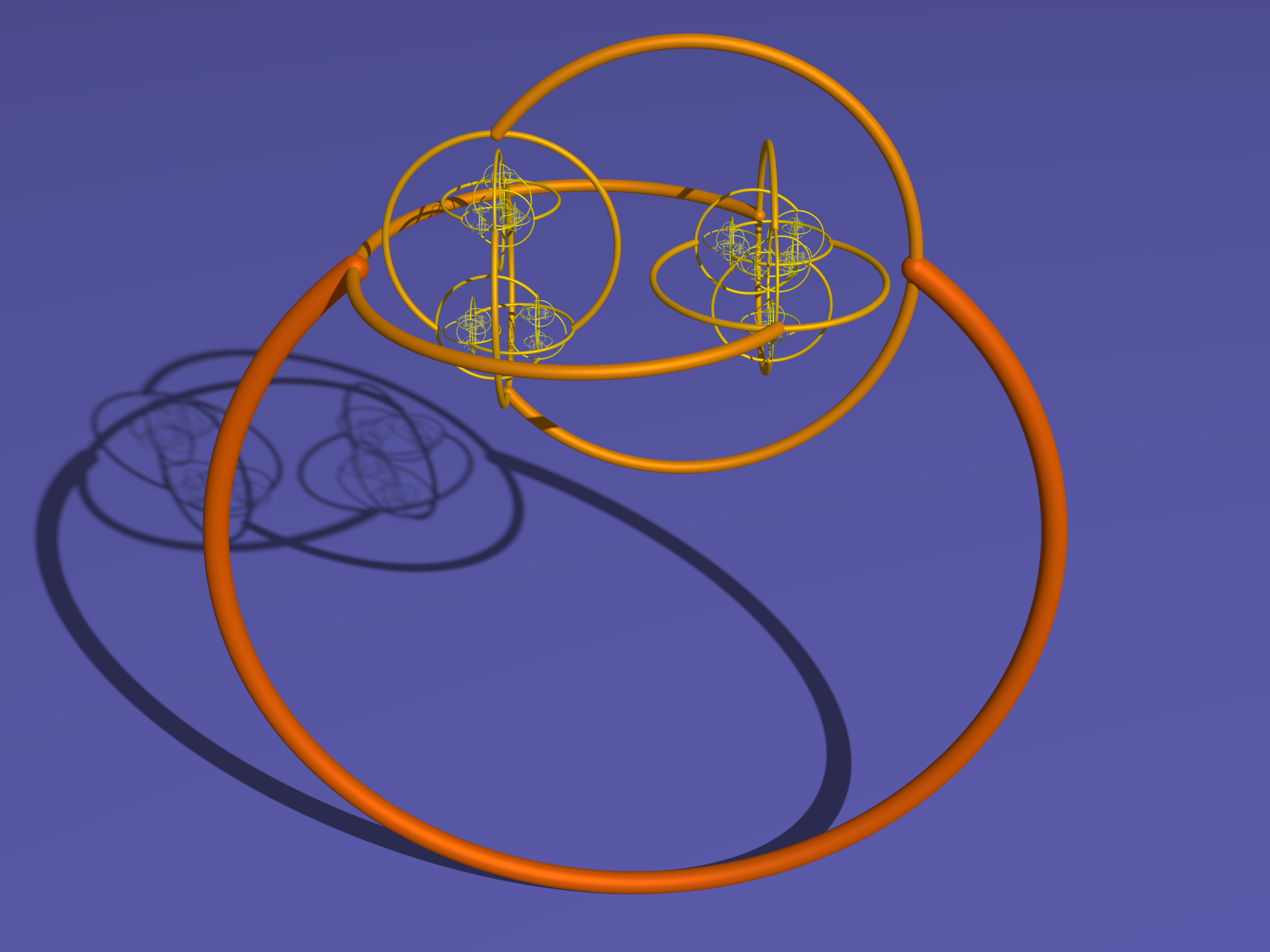
Sphère d'Alexander

La sphère cornue d'Alexander est une sphère de dimension 2, plongée dans l'espace euclidien à 3 dimensions. Elle sert à montrer en particulier que le théorème de Jordan-Schoenflies, disant que pour toute courbe fermée de Jordan (c'est-à-dire une image homéomorphe d'un cercle dans le plan euclidien), il existe un homéomorphisme du plan euclidien envoyant cette courbe sur le cercle unité, ne se généralise pas en dimension supérieure. Par ailleurs, la sphère d'Alexander n'est pas localement plate.
La platitude locale d'un plongement est de fait une propriété contraignante.  En particulier, le théorème de Schoenflies se généralise si on ajoute l'hypothèse de platitude locale. Le mathématicien Morton Brown a  prouvé en 1962 que si {\displaystyle d=n-1}, et le plongement de N dans M localement plat, alors N a un voisinage qui est homéomorphe à N × [0,1],  N lui-même étant envoyé par l'homéomorphisme sur N × 1/2 (si N est à l'intérieur de M) ou N × 0 (si N est dans la frontière de M).